# CryptoNote
CryptoNote 是一个关于加密货币的应用层协议。它致力于解决在比特币核心中暴露出的若干问题。包括门罗币和 MobileCoin 在内的几种注重隐私的加密货币已经或曾经使用 CryptoNote 协议。
其中门罗币的 PoW 算法后来升级为 CryptoNight。经历多次升级后，目前门罗币 PoW 算法为 RandomX。
CryptoNote 协议的作者，Nicolas van Saberhagen 的真实身份未知。